# Separate Ways
Separate Ways är ett samlingsalbum av den amerikanske sångaren och musikern Elvis Presley, släppt den 1 december 1972 av RCA Records på dess budgetmärke, RCA Camden. Liksom föregångaren Burning Love and Hits from His Movies, Volume 2 innehöll detta, det tionde och sista Camden-albumet, en vid tiden aktuell hitsingel – i detta fall "Separate Ways" parad med "Always On My Mind", som hade släppts bara några veckor tidigare. Övriga låtar på albumet bestod (med undantag för upptempolåten "I Slipped, I Stumbled, I Fell") av ballader inspelade mellan åren 1956 och 1963. De flesta var mindre kända och tre av dessa övriga låtar hade spelats in till filmen Wild in the Country.
Albumet nådde i USA som bäst plats 46 på Billboards popalbumlista, och plats 12 på dess countrylista. Det certifierades guld den 15 juli 1999 och platina den 6 januari 2004 av Recording Industry Association of America (RIAA) för en försäljning av en miljon exemplar i USA.

## Albumets innehåll

### Titelspåret och inledningsspåret på sidan två
För att göra albumen utgivna på budgetetiketten Camden mer attraktiva, hade Elvis manager, överste Tom Parker (som erhöll större andel av intäkterna från försäljningen av Camden-albumen, nämligen 50 procent), verkat för att inkludera den aktuella hitlåten "Burning Love" på det föregående Camden-albumet, Burning Love and Hits from His Movies, Volume 2. Detta var ett nytt och tidigare oprövat grepp. När så Separate Ways bara två månader senare utkom på RCA Camden som det sista och tionde albumet under den ursprungliga kontraktsuppgörelsen för Camden-utgåvorna, lät man även denna gång ta med de båda låtarna från den aktuella singeln "Separate Ways" och "Always On My Mind".
När Elvis anlände till RCA:s inspelningsstudio, Studio C i Hollywood i Kalifornien, den 27 mars 1972, var han nedstämd och melankolisk. Hans sinnesstämning gjorde att det krävdes ett stort mått av övertalning från flera personer för att få honom att vilja spela in rocklåten Burning Love. I stället drogs han till sorgsna ballader som "Always on My Mind" och "Separate Ways". Elvis livvakt och vän Red West hade ordnat fram "Always on My Mind" åt honom, och West hade dessutom skrivit "Separate Ways" tillsammans med Richard Mainegra. West hade skrivit låten utifrån sina egna smärtsamma personliga erfarenheter, och allt han behövde göra var att ändra texten så att det i stället för den lilla pojken blev den lilla flickan (Lisa Marie) som blev ett offer för föräldrarnas skilsmässa, och därmed förvandla låten till att spegla Elvis eget liv. Elvis äktenskap med Priscilla hade havererat och hans fans kom att tolka dessa båda låtar som en återspegling av hans äktenskapliga bekymmer och kallade dem "Priscilla Songs" (Priscilla-låtar).
"Separate Ways", och "Always on My Mind", släpptes som singel den 31 oktober 1972. I USA var "Separate Ways" A-sida och den nådde plats 20 på Billboards Hot 100-lista och sålde i mer än en miljon exemplar i USA. Men B-sidan "Always On My Mind" (som på andra marknader lanserades som A-sida) fick en ansenlig internationell framgång, och den nådde exempelvis plats 9 på UK Singles Chart i Storbritannien.

### Övriga låtar på skivan
Utöver "Separate Ways" och "Always On My Mind", som inledde de båda sidorna på albumet och där singeln med dessa låtar fortfarande låg på topplistorna när det släpptes, bestod albumet enbart av tidigare släppta inspelningar vilka alla också tidigare förekommit på album. "I Slipped, I Stumbled, I Fell" var från filmen Wild in the Country, och också "In My Way" och "Forget Me Never" hade spelats in för filmen men inte kommit med i denna.
"Sentimental Me" hade spelats in i mars 1961 och "I Met Her Today" i oktober samma år.. "What Now, What Next, Where To?" var från en inspelningssession i maj 1963 och de övriga två var 1950-talslåtar. Elvis hade spelat in "Old Shep" i september 1956 och "Is It So Strange" i januari 1957.

## Försäljning och återutgivning
Albumet Separate Ways nådde som bäst plats 46 på den amerikanska Billboard 200-listan och plats 12 på Top Country Albums-listan.. Albumet har sålt i över en miljon exemplar i enbart USA och det certifierades guld den 15 juli 1999 och platina den 6 januari 2004 av RIAA.
Efterhand har låtarna som ingår i de tio Camden-albumen återutgivits i olika former. Framför allt skedde detta 1975 när ett annat budgetskivmärke, Pickwick Records, återutgav alla 10 albumen. Dessa Pickwick-album hade samma omslagsbilder som de ursprungliga RCA-albumen, även om illustrationerna i vissa fall hade modifierats. Andra variationer och sammanställningar med samma låtar fortsatte att släppas runt om i världen långt in på 1980-talet, och albumen har också alla getts ut på cd. Även om andra Elvis-album under årens lopp har släppts på Camden-etiketten, är det de tio Camden-albumen utgivna mellan 1969 och 1972 som utgör originalalbumen.

## Originalalbum på Camden-etiketten
1. Elvis Sings Flaming Star (mars 1969)
2. Let's Be Friends (april 1970)
3. Elvis' Christmas Album (augusti 1970)
4. Almost in Love (oktober 1970)
5. You'll Never Walk Alone (mars 1971)
6. C'mon Everybody (juli 1971)
7. I Got Lucky (oktober 1971)
8. Elvis Sings Hits from His Movies, Volume 1 (juni 1972)
9. Burning Love and Hits from His Movies, Volume 2 (oktober 1972)
10. Separate Ways (december 1972)

## Låtlista
| 1. | Separate Ways                                                               | Red West, Richard Mainegra      | 27–28 mars 1972 | 2:36 |
| 2. | Sentimental Me (från albumet Something for Everybody)                       | James Cassin, James T. Morehead | 13 mars 1961    | 2:31 |
| 3. | In My Way (från filmen Wild in the Country och albumet Elvis for Everyone!) | Ben Weisman, Fred Wise          | 7 november 1960 | 1:24 |
| 4. | I Met Her Today (från albumet Elvis for Everyone!)                          | Hal Blair, Don Robertson        | 15 oktober 1961 | 2:42 |
| 5. | What Now, What Next, Where To? (från albumet Double Trouble)                | Hal Blair, Don Robertson        | 27 maj 1963     | 1:55 |

| 1.           | Always on My Mind                                                                                   | Wayne Carson, Johnny Christopher, Mark James, | 29–30 mars 1972  | 3:37  |
| 2.           | I Slipped, I Stumbled, I Fell (från filmen Wild in the Country och albumet Something for Everybody) | Ben Weisman, Fred Wise                        | 8 november 1960  | 1:35  |
| 3.           | Is It So Strange (från albumet A Date with Elvis)                                                   | Faron Young                                   | 19 januari 1957  | 2:30  |
| 4.           | Forget Me Never (från filmen Wild in the Country och albumet Elvis for Everyone!)                   | Ben Weisman, Fred Wise                        | 7 november 1960  | 1:37  |
| 5.           | Old Shep (från albumet Elvis)                                                                       | Red Foley                                     | 2 september 1956 | 4:12  |
| Total längd: | Total längd:                                                                                        | Total längd:                                  | Total längd:     | 24:39 |